# Prosenice
Prosenice jsou obec v okrese Přerov. Žije zde 802 obyvatel. Etymologie názvu vesnice odkazuje až k plodině, nářečně zvané prosó, dříve využívané hojně na obdoby ovesných kaší a do mouky. V obci se v posledních třiceti letech uskutečnila řada stavebních akcí. Mezi Velkými a Malými Prosenicemi byla vystavěna řada rodinných domků.
Území Prosenic je tvořeno dvěma katastrálními územími, původně samostatnými obcemi: Prosenicemi o výměře 2,9 km² (Velké Prosenice) a Proseničkami o výměře 3,3 km² (Malé Prosenice). Ke sloučení obou obcí došlo v roce 1948. Malé Prosenice byly v letech 1950–1984 vedeny jako osada Prosenice, od roku 1985 se již jako část obce neuvádí.
Sousedními obcemi sídla jsou Radslavice, Grymov, Radvanice, Přerov, Osek nad Bečvou a Buk.

## Historie
- 1275 – První písemná zmínka o obci (v Olomouci)
- 1481 – Vilém z Pernštejna odkoupil Malé Prosenice
- 1498 – Vilém z Pernštejna odkoupil Velké Prosenice
- 1784 – zřízena duchovní správa pro obojí Prosenice a Buk
- 1787 – postavena škola ve Velkých Prosenicích
- 1788 – postaven kostel sv. Jana Křtitele a sv. Antonína Paduánského
- 1842 – postavena železniční trať z Přerova do Lipníka nad Bečvou
- 1870 – v Malých Prosenicích založen čtenářský spolek Bečva
- 1897 – postaveno nádraží.
- 1899 – Rolnické mlékařské družstvo v Malých Prosenicích
- 1948 – Sloučení obcí Malé Prosenice a Velké Prosenice v jednu obec s názvem Prosenice

| Rok            | 1869 | 1880 | 1890 | 1900 | 1910 | 1921 | 1930 | 1950 | 1961 | 1970 | 1980 | 1991 | 2001 | 2006 | 2013 |
| Počet obyvatel | 560  | 616  | 765  | 742  | 805  | 905  | 992  | 1009 | 1114 | 1051 | 939  | 862  | 838  | 1049 | 855  |

## Obecní správa
Od 1. ledna 1984 do 23. listopadu 1990 k obci patřily Sobíšky.

## Pamětihodnosti a zajímavosti
V obci se nachází:
- Římskokatolická farnost Prosenice
- Kaplička
- Pamětník obětem 1. sv. války
- Základní škola
- Mateřská škola
- Cukrovar Prosenice
- Minipivovar Prosenice (Kolchiznik, Prosenická jedenáctka)
- Mikropivovar Blažeják
- Hasiči
- Fotbalový klub a hřiště (bez tribuny)
- Moravská zemědělská (bývalé JZD)
- Rybníky pro sportovní rybaření
- Zásobník pitné vody pro Přerov
- Rozvodna společnosti ČEPS

## Ostatní

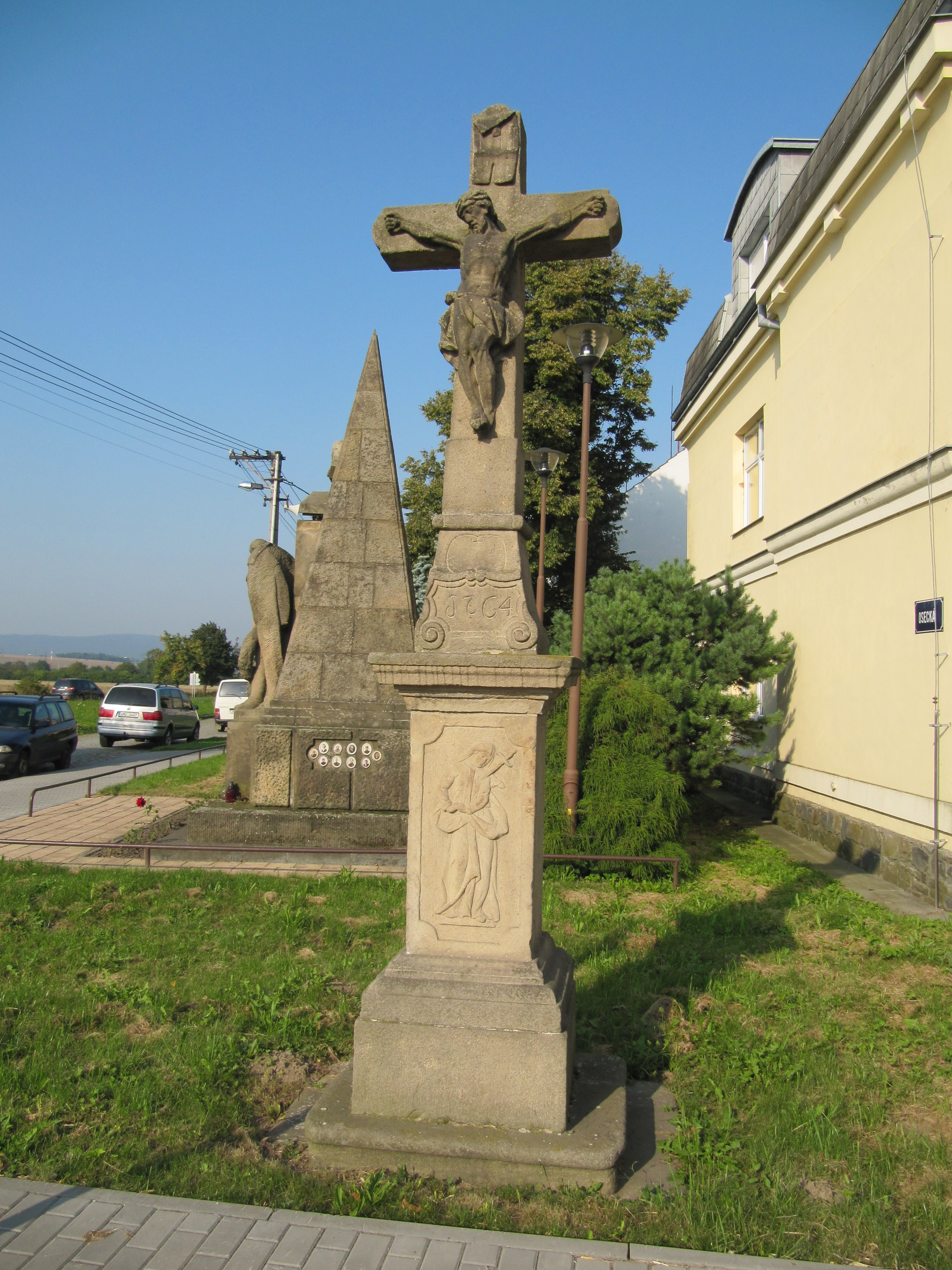
Kříž
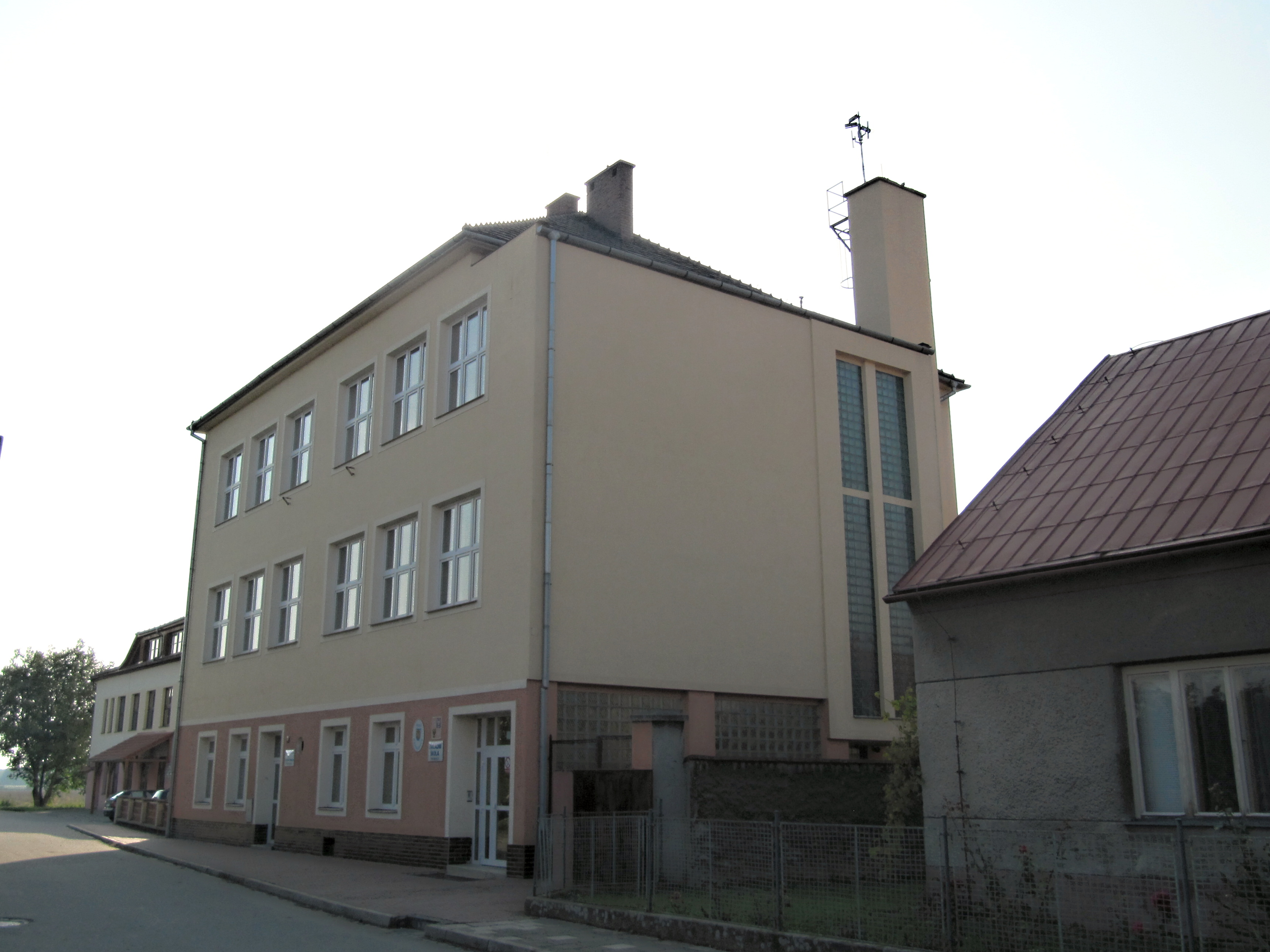
Škola
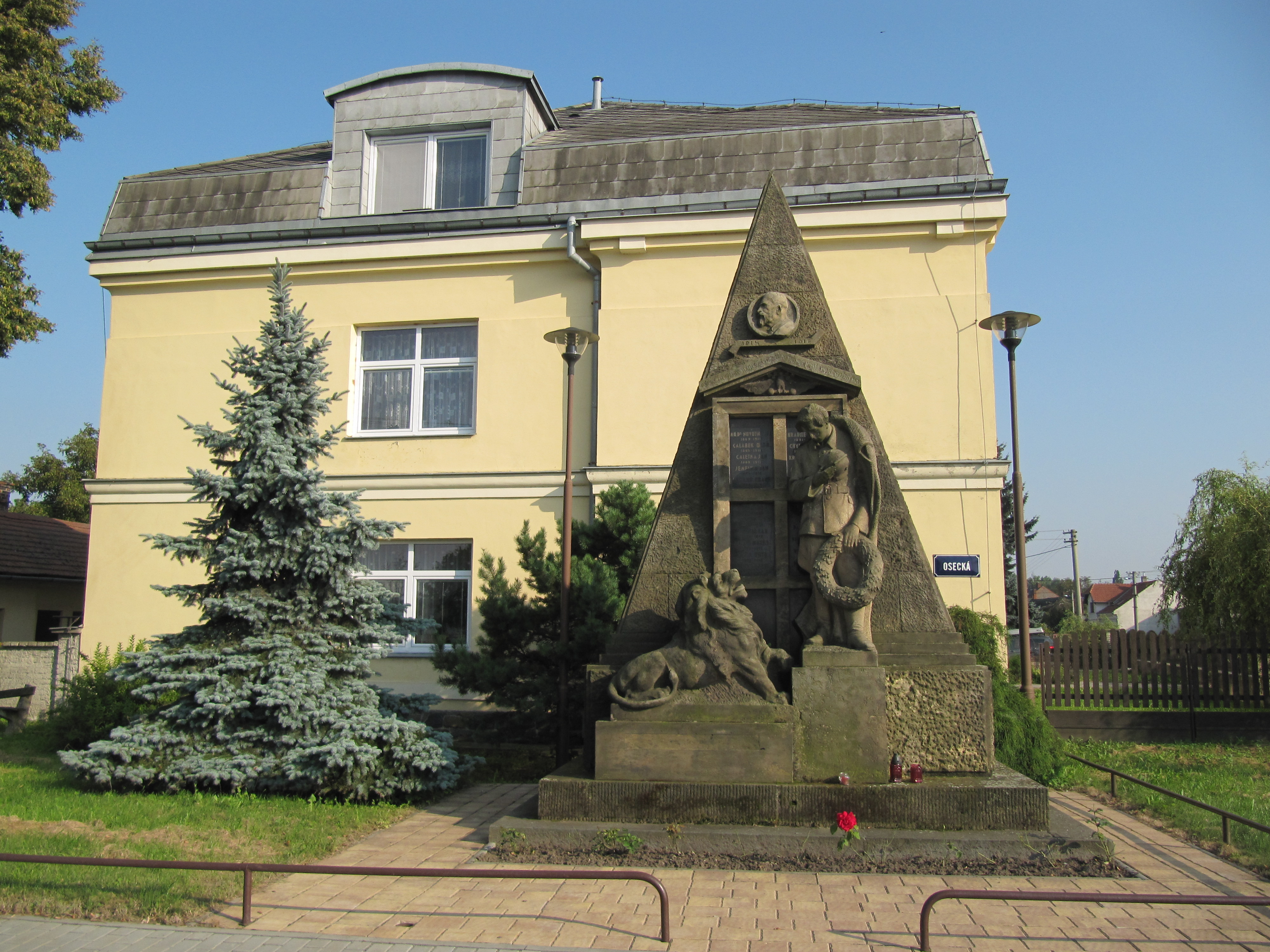
Pomník obětem první světové války
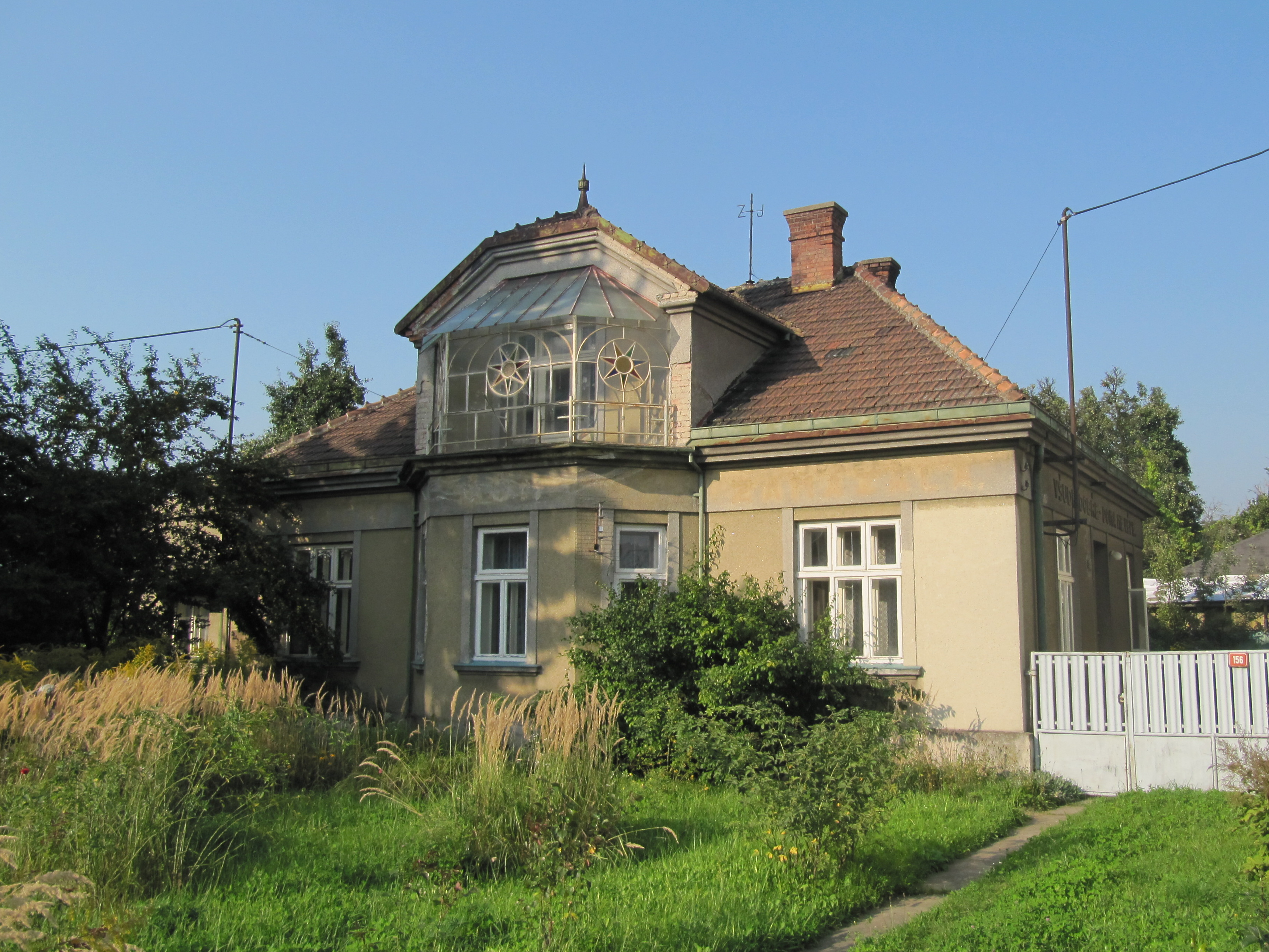
Vila
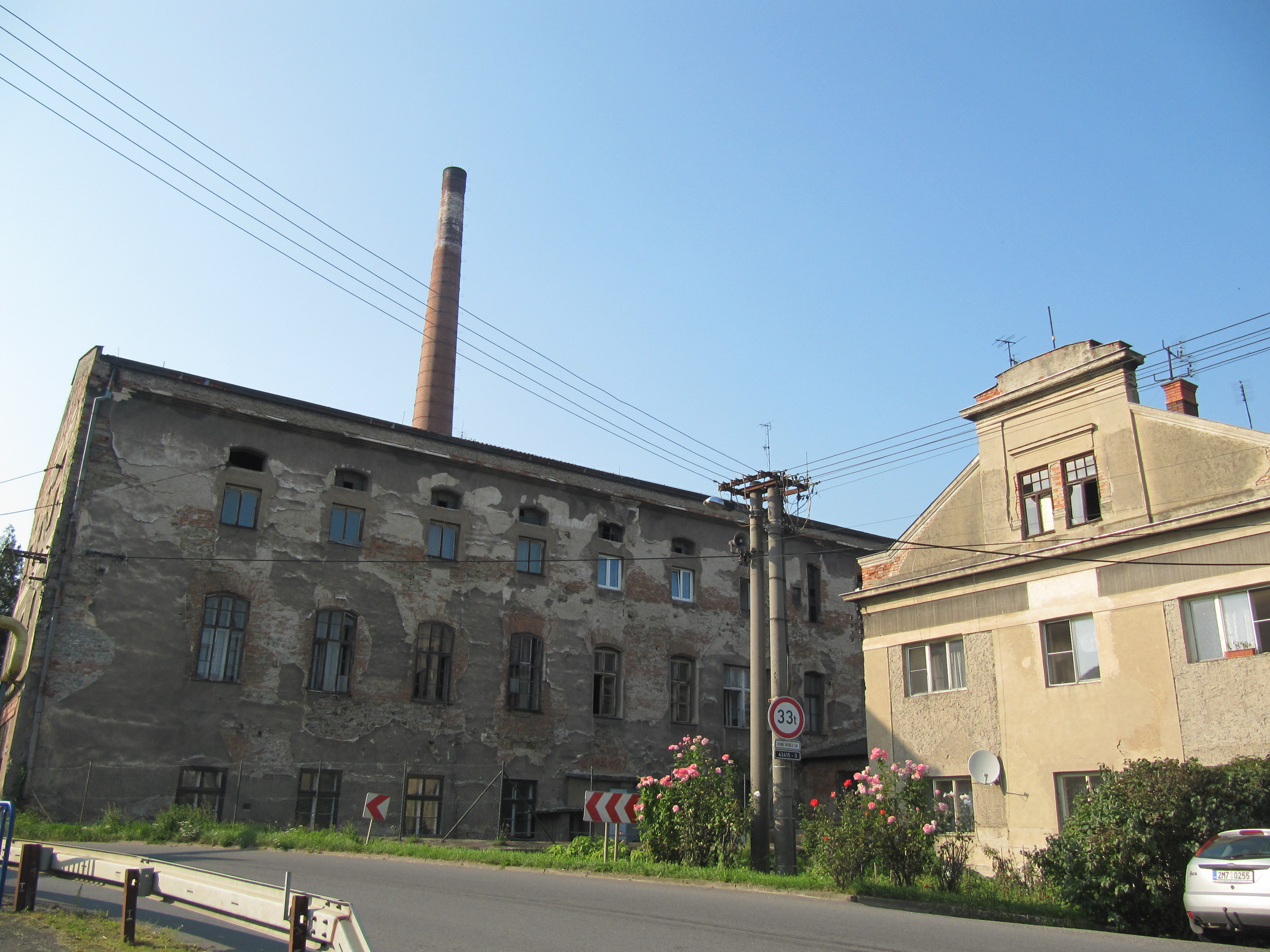
Cukrovar
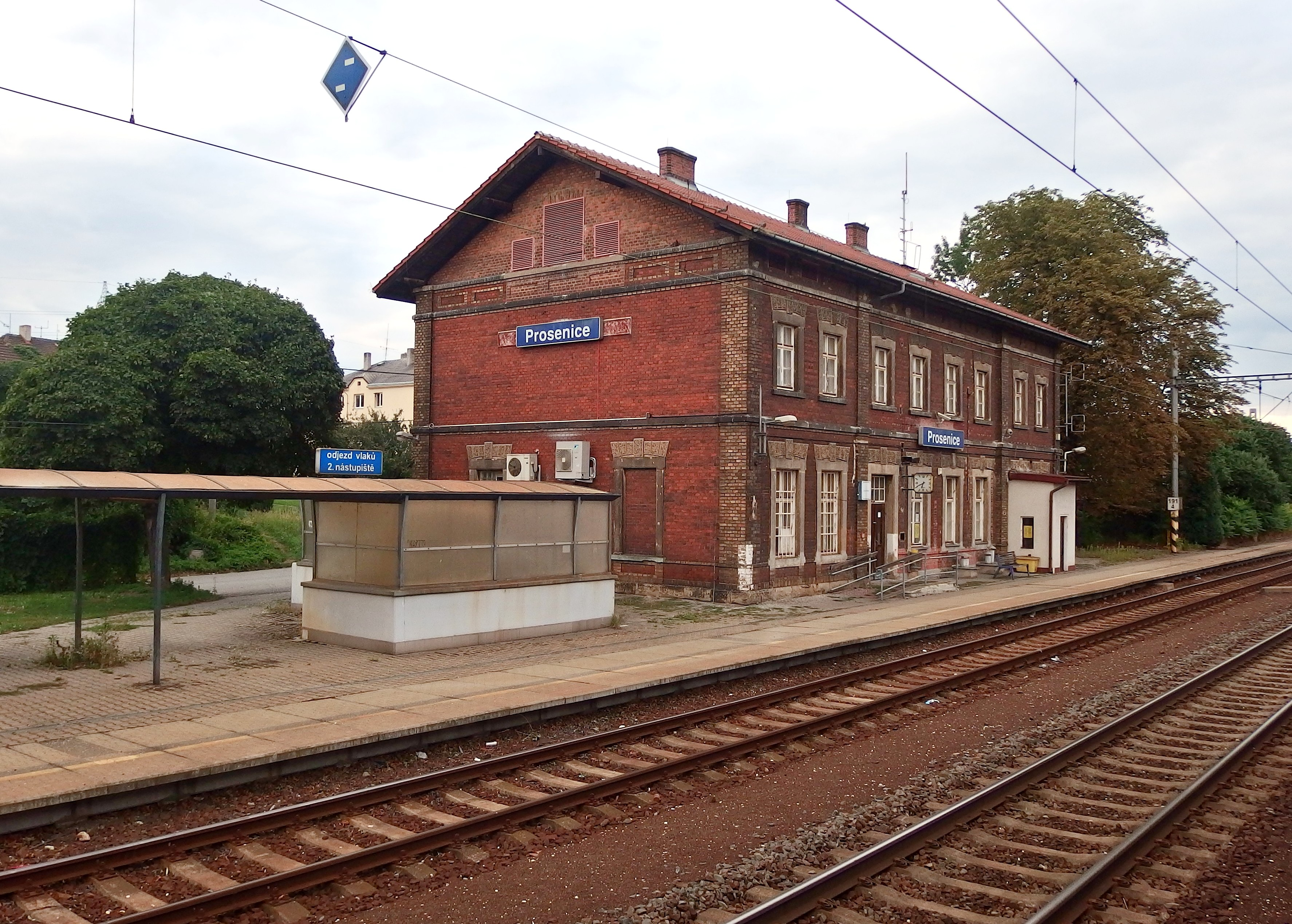
Nádraží